# Zveza paraplegikov Slovenije
Zveza paraplegikov Slovenije je zveza devetih pokrajinskih društev paraplegikov Slovenije.
Prva organizacija paraplegikov v Sloveniji je bila ustanovljena 16. aprila 1969 v Ljubljani in se je imenovala »Sekcija paraplegikov in tetraplegikov Slovenije«. Zaradi vse večje potrebe in razvoja programov se je »sekcija« 
20. novembra 1973 reorganizirala v »Društvo paraplegikov Slovenije«. Toda že šest let kasneje - 20. novembra 1979 se je zaradi izredne aktivnosti in želje po organiziranosti slovenskih paraplegikov po pokrajinah društvo preoblikovalo v Zvezo paraplegikov Slovenije, v katero je danes vklučenih devet pokrajinskih društev s preko 1000 člani. Društa paraplegikov imajo svoje sedeže v Ljubljani, Mariboru, Celju,
Kranju, Murski Soboti, Novi Gorici, Novem mestu, Piranu in Slovenj Gradcu.
Zveza paraplegikov Slovenije je članica Nacionalnega sveta invalidskih organizacij Slovenije (NSIOS)in 31.marca 2006   soustanoviteljica Evropske Zveze paraplegikov (ESCIF).
Sedež zveze je v Ljubljani, Štihova ulica 14.